# دهستان بیگم‌قلعه
بیگم قلعه، دهستانی از توابع بخش مرکزی شهرستان نقده در استان آذربایجان غربی ایران است. مرکز این دهستان روستای بیگم قلعه است.
براساس سرشماری مرکز آمار ایران در سال ۱۳۹۵، جمعیت این دهستان برابر با ۱۵٬۷۴۴ نفر (۴٬۲۹۱ خانوار) بوده است.